# Hệ thống liên tổ chức
Hệ thống liên tổ chức (IOS) là một hệ thống giữa các tổ chức, hoặc "hệ thống thông tin được chia sẻ giữa một nhóm các công ty".  Hình thức phổ biến nhất của hệ thống tổ chức là trao đổi dữ liệu điện tử, cho phép chuyển thông tin từ máy tính sang máy tính tức thời.

## Tổng quan
Hệ thống liên tổ chức cho phép luồng thông tin được tự động hóa giữa các tổ chức để đạt được một hệ thống quản lý chuỗi cung ứng kỳ vọng, cho phép phát triển các tổ chức cạnh tranh.  Điều này hỗ trợ dự báo nhu cầu của khách hàng và việc cung cấp các sản phẩm và dịch vụ.
Hệ thống liên tổ chức giúp quản lý tốt hơn các mối quan hệ giữa người mua và nhà cung cấp bằng cách bao gồm toàn bộ các nhiệm vụ có liên quan đến quy trình kinh doanh trên toàn công ty.  Khi thực hiện các hoạt động này, một tổ chức có thể tự động tăng năng suất; do đó, tối ưu hóa giao tiếp trong tất cả các cấp của một tổ chức cũng như giữa tổ chức và nhà cung cấp.  Ví dụ: mỗi áo phông được bán trong cửa hàng bán lẻ sẽ tự động được thông báo cho nhà cung cấp, người sẽ lần lượt gửi thêm áo phông cho nhà bán lẻ.
Hệ thống liên tổ chức là một hệ thống thông tin được chia sẻ bởi một hoặc nhiều nhà cung cấp và khách hàng
Các tổ chức có thể theo đuổi một hệ thống liên tổ chức vì những lý do sau:
1. Giảm rủi ro trong tổ chức
2. Theo đuổi quy mô kinh tế
3. Lợi ích từ việc trao đổi công nghệ
4. Tăng khả năng cạnh tranh
5. Vượt qua rào cản đầu tư
6. Khuyến khích truyền thông toàn cầu

Một ví dụ về các hệ thống liên tổ chức là Sabre (hệ thống máy tính).
Hiểu biết về sự không chắc chắn của môi trường đang dẫn đến các mối quan hệ ngang giữa các tổ chức. "